# Cuamba
Cuamba este un oraș și un district din provincia Niassa, Mozambic.